# 森口多里
森口 多里（もりぐち たり、1892年8月7日 - 1984年5月5日）は、日本の美術史家・美術評論家、民俗学者。本名は多利（たり）。

## 生涯
岩手県胆沢郡水沢町大町（現：奥州市）にて金物商を営む父森口伊三郎、母カネヨの次男として生まれる。一関中学校(現：岩手県立一関第一高等学校)を経て、1910年（明治43年）に早稲田大学文学部予科に入学。在学中、佐藤功一から美術品の調査を依頼される。また、日夏耿之助主宰の同人誌『假面』同人となる。1914年に早稲田大学文学部英文科を卒業した。卒業後は美術評論活動を行い、『ミレー評伝（ロマン・ロラン著）』の翻訳や『恐怖のムンク』といった評論文を執筆した。森口の多彩な文筆活動は、美術史・美術評論に留まらず、戯曲、建築、そして民俗など多岐にわたり、生涯で50冊余の書作を世に送り出している。
第二次世界大戦中、岩手県和賀郡黒沢尻町（現：北上市）に疎開した森口はそのまま郷里に留まり、深沢省三や舟越保武らとともに岩手美術研究所を設立。後には岩手県立岩手工芸美術学校の初代校長を務めた。また岩手県文化財専門委員として民俗芸能や民俗資料の保存調査に尽力し、収集した蔵書や研究資料は岩手県に寄贈され、岩手県立博物館や岩手県立図書館に収蔵されている。